# Werner-Egk-Begegnungsstätte
De Werner-Egk-Begegnungsstätte is een museum in Donauwörth. Het is gewijd aan componist en dirigent Werner Egk, geboren Werner Joseph Mayer (1901-1983).

## Achtergrond
Egk werd in 1971 benoemd tot ereburger van Donauwörth en kreeg in 1982 op hoge leeftijd een museum van de stad. Het draagt de naam ontmoetingsplaats (Begegnungsstätte). Het jaar erop overleed hij in Inning am Ammersee. In 1993 werd het museum verplaatst naar een conventsgebouw van een voormalig kapucijnenklooster, waar ook het Käthe-Kruse-Puppen-Museum is gevestigd.

## Collectie
In het museum is een deel van zijn nalatenschap te zien. Er wordt onder meer meubilair getoond uit zijn huis in Inning waar hij op het laatst woonde. Er worden modellen van bühnes van zijn opera's en balletten getoond, zijn concertvleugel, bustes, schilderijen, foto's, medailles en handschriften. Er is ook een verzameling boeken, documenten, expressionistische tekeningen en partituren in te zien.
Op afroep is 18 uur muziek van hem te beluisteren. Verder worden er de winnaars van de Werner-Egk-Kulturpreis geëerd.